# Штетен (Палатинат)
Штетен (њем. Stetten) општина је у њемачкој савезној држави Рајна-Палатинат. Једно је од 81 општинског средишта округа Донерсберг. Према процјени из 2010. у општини је живјело 652 становника. Посједује регионалну шифру (AGS) 7333076.

## Географски и демографски подаци
Штетен се налази у савезној држави Рајна-Палатинат у округу Донерсберг. Општина се налази на надморској висини од 235 метара. Површина општине износи 6,5 km². У самом мјесту је, према процјени из 2010. године, живјело 652 становника. Просјечна густина становништва износи 100 становника/km².